# Sleep (banda)
Sleep es una banda estadounidense de stoner/doom metal formada en San José, California. Activa durante la década de 1990, Sleep atrajo la atención por parte de la crítica y de los sellos discográficos desde los comienzos de su carrera. El crítico Ed Rivadavia los describe como "quizás la banda definitiva de stoner rock" y observa que ejercieron una fuerte influencia en el heavy metal de los '90. Sin embargo, conflictos con su compañía discográfica contribuyeron a la ruptura de la banda a fines de esa década.

## Historia

### Antes de Sleep
Sleep deriva de la banda Asbestos Death, formada por Al Cisneros, Chris Hakius y el guitarrista Tom Choi. Asbestos Death se expandió a un cuarteto al incorporar a Matt Pike en guitarra. Con esa formación grabaron dos sencillos, "Dejection for Profane Existence" y "Unclean". Después de aquello Choi renunció, entrando Justin Marler como reemplazo y decidieron cambiar su nombre a Sleep.

### Era de grabaciones
Tocaron su primer show en la sala de estar de una pequeña casa en San José. Sleep debutó en 1991 con su álbum "Volume One" grabado en un pequeño sello de San Francisco llamado "Tupelo". Posteriormente Marler abandona la banda para hacerse monje, dejando a la banda como un power trío para la grabación de su EP Volume Two, que fue lanzado de manera no oficial por Off The Disc Records en 1991.
El siguiente álbum de la banda fue enviado al sello independiente Earache, como un demo. Grabado en Razors Edge studios en San Francisco, con Billy Anderson en la producción, la cinta mostró el amor de Sleep por las cosas retro, con la influencia evidente de Black Sabbath y Blue Cheer. El sello inmediatamente contrató a la banda y lanzó el disco tal cual fue recibido.
Sleep's Holy Mountain (1992) es ampliamento considerado como un álbum seminal en la evolución del stoner metal. El lanzamiento del álbum fue seguido por una oferta potencialmente lucrativa del sello London Records, y Sleep firmó con ellos. En esas fechas Earache realizó el primer álbum tributo a Black Sabbath, al cual Sleep contribuyó con su versión de "Snowblind". 
Bajo ese nuevo contrato, comenzaron a trabajar en su tercer álbum, Dopesmoker, en 1995. Para el desánimo de los ejecutivos de London Records, Dopesmoker fue una sola canción de más de una hora de duración. London Records declaró que el álbum era invendible y rehusó lanzarlo. Ellos lo retitularon Jerusalem, reescribieron algunas de las letras y lo recortaron a unos "magros" 52 minutos, pero fue esencialmente el mismo Dopesmoker. London Records de nuevo rehusó lanzarlo. Frustrados y tristes por la situación, los miembros de Sleep decidieron disolver la banda.

### Después de Sleep
En 1998, Jerusalem fue lanzado como "bootleg oficial" por un amigo de la banda. Sleep y su ex-mánager tenían pleno conocimiento de esto y dieron su aprobación. En 1999, Jerusalem fue lanzado oficialmente por The Music Cartel en los Estados Unidos y Rise Above Records en Europa. 
Finalmente, en 2003 la versión original de Dopesmoker fue lanzada oficialmente por Tee Pee Records. Generalmente es considerada la versión definitiva del álbum. Extractos de una versión se pueden oír en la banda sonora de Broken Flowers de Jim Jarmusch.

Matt Pike es ahora el líder de la banda High On Fire.

Cisneros y Hakius formaron la banda de rock experimental Om (banda estadounidense) mientras que Pike formó la banda de heavy metal High On Fire.
En 2007 un compilado se lanzó un compilado de la banda pre-Sleep, Asbestosdeath.

### Reunión
En mayo de 2009, Sleep se reunió para tocar dos sets exclusivos en el festival All Tomorrow's Parties.
El 19 de noviembre de 2009 Al Cisneros confirmó en una entrevista con The Obelisk que Sleep se volverá a unir en 2010 para algunas fechas en Estados Unidos.
El 11 de noviembre de 2019, la banda anunció que entró en hiato por tiempo indeterminado.

## Discografía
| Año         | Título                | Tipo                                                    | Sello                         |
| ----------- | --------------------- | ------------------------------------------------------- | ----------------------------- |
| 1991        | Volume One            | Álbum de estudio                                        | Tupelo Records                |
| 1992        | Volume Two            | EP                                                      | Off the Disk Records          |
| 1993        | Sleep's Holy Mountain | Álbum de estudio                                        | Earache Records               |
| 1998 / 1999 | Jerusalem             | Bootleg oficial/ Álbum de estudio (lanzamiento póstumo) | The Music Cartel / Rise Above |
| 2003        | Dopesmoker            | Álbum de estudio (lanzamiento póstumo)                  | Tee Pee Records               |
| 2018        | The Sciences          | Álbum de estudio                                        | Third Man Records             |

|-
|2021
| Iommic Life
|Álbum de estudio 
|Third Man Records

### Aparición en recopilatorios
- "Numb" on Sign Language 3x7" (1991 Allied Recordings)
- "The Suffering" on Very Small World LP (1991 Very Small Records)
- "Snowblind" on Masters of Misery CD (1997 Earache Records)
- "Aquarian" on Burn One Up (Music for Stoners) CD (1997 Roadrunner Records)
- "Some Grass" and "Dragonaut" on Gummo Soundtrack CD (1998 DominoRecording Company)
- "Dragonaut" on Stoned Revolution - The Ultimate Trip CD/2LP (1998 Drunken Maria Records)
- "Dopesmoker" on Broken Flowers Music from the Film Soundtrack  CD (2005 Decca Records)
- "Druid" on Worldwide Metal CD (2008 Earache Records)

## Line-up

### Actuales
- Al Cisneros – bajista, vocalista (1990–1998, 2009–presente)
- Matt Pike – guitarrista (1990–1998, 2009–presente)
- Jason Roeder – baterista (2010–presente)

### Antiguos
- Chris Hakius – baterista (1990–1998, una vez en 2009)
- Justin Marler – guitarrista (1990–1991)